# Rhodopetala rosea
Rhodopetala rosea is een slakkensoort uit de familie van de Acmaeidae. De wetenschappelijke naam van de soort is voor het eerst geldig gepubliceerd in 1872 door Dall.